# Douglas DC-4
Douglas DC-4 — американський чотиримоторний поршневий авіалайнер. Розроблений та серійно вироблявся підприємством Douglas Aircraft Company з 1938 по 1947 роки у пасажирських та транспортних модифікаціях. Вироблено 80 літаків DC-4 у цивільному виконанні та 1163 літаків C-54/R5D (варіанти для армії та флоту).

## Розробка літака, серійне виробництво та модифікації
Наприкінці 1930-х років у США швидко зріс обсяг авіаперевезень і великим авіакомпаніям був необхідний літак з корисним навантаженням удвічі більшим, ніж у DC-3. В 1939 авіакомпанії American Airlines, Eastern Air Lines і United Air Lines виділили компанії Douglas Aircraft кошти на розробку нового чотиримоторного літака, який повинен був перевершувати DC-3 по вантажопідйомності і дальності.
Позначення DC-4E (E-експериментальний) було вперше використане підприємством Douglas Aircraft Company при розробці нового чотиримоторного літака для далеких пасажирських та вантажних перевезень — на додаток до успішної машини DC-3. На основі цього проекту і був розроблений літак, який одержав позначення DC-4. Важливим конструктивним нововведенням у новому проекті стала носова стійка шасі — раніше транспортні літаки, в більшості випадків, мали схему шасі з хвостовим колесом. Таке конструкційне рішення дозволило покращити характеристики літака на зльоті та посадці, а також застосувати фюзеляж постійного перерізу.
Керівництво Douglas Aircraft було впевнене в технічних характеристиках літака, тому було прийнято рішення прототипи не будувати, а відразу запускати літак у серійне виробництво. На авіаційному заводі фірми в Санта-Моніці була запущена у виробництво перша серія з 24 літаків.
Друга світова війна, що почалася, змінила початкові плани. Дальності польоту DC-3 не вистачало долати великі відстані між американськими базами на Тихоокеанському театрі бойових дій. Тому військове відомство США доручило модифікувати DC-4 у військово-транспортний літак, який отримав позначення C-54. Перший політ DC-4 під позначенням C-54 здійснив 14 лютого 1942 року. Випробування на заводському аеродромі були схожі швидко і успішно. У березні 1942 року перший екземпляр було передано замовнику. Інші 23 літаки з першої серії були передані Пентагону до лютого 1943 року. Це були цивільні літаки, пристосовані під військові перевезення.
У модифікаціях літака С-54А і С-54В, розрахованих на перевезення 50 повністю екіпірованих солдатів або 14515 кг вантажу, була посилена підлога і по лівому борту був подвійний люк. Літаки проводилися на двох авіаційних заводах у Санта-Моніці та Чикаго. Всього було випущено 472 екземпляри. Один із літаків був переданий до Великобританії, де використовувався як персональний літак У. Черчіля. На президентському літаку С-54А-5 Франкліна Рузвельта було встановлено три салони з кріслами та столами та спеціальний підйомник для інвалідного крісла американського президента.
C-54-DC із двигунами R-2000-11 вироблявся на заводі в Чикаго. Було випущено 380 літаків.
С-54Е легко трансформувався з військово-транспортного літака в пасажирський із салоном на 44 крісла. Виготовлено 125 екземплярів.
C-54G-DO аналогічний до C-54E з двигунами R-2000-9. Виготовлено 162 екземпляри. Всього під час війни було вироблено 1162 літаки різних модифікацій.

## Експлуатація
Прототип DC-4E виконав перший політ 7 червня 1938 року. Літак, будучи загалом вдалим, виявив, однак, і низку недоліків: неекономічність та складність в експлуатації та обслуговуванні. Компанії Eastern Air Lines і United, які вклали кошти в проектні роботи, мали намір відмовитися від замовлення машин. Почалася війна змінила ситуацію: практично готовий транспортний літак виявився потрібним військово-транспортної авіації. З лютого 1942 року літак, який отримав позначення C-54 Skymaster в армійській авіації (і R5D — у варіанті для флоту), почав випускатися серійно.
У Військово Повітряних силах США (USAAF) літак використовувався на трансатлантичних та тихоокеанських маршрутах. Число рейсів через Атлантичний океан доходило до 20 за добу. С-54 літали з Ньюфаундленду до Великобританії без посадки. У січні 1945 року ці літаки забезпечували проведення ялтинської конференції (операція Argonaut). У вересні 1945 року С-54 доставив із Токіо до Вашингтона документальний фільм про підписання акта про капітуляцію Японії.
Після закінчення війни С-54 продовжували роботу як транспортні в американських ВПС та у збройних силах інших країн. У 1948—1949 роках літаки забезпечували функціонування " Берлінського повітряного мосту ".

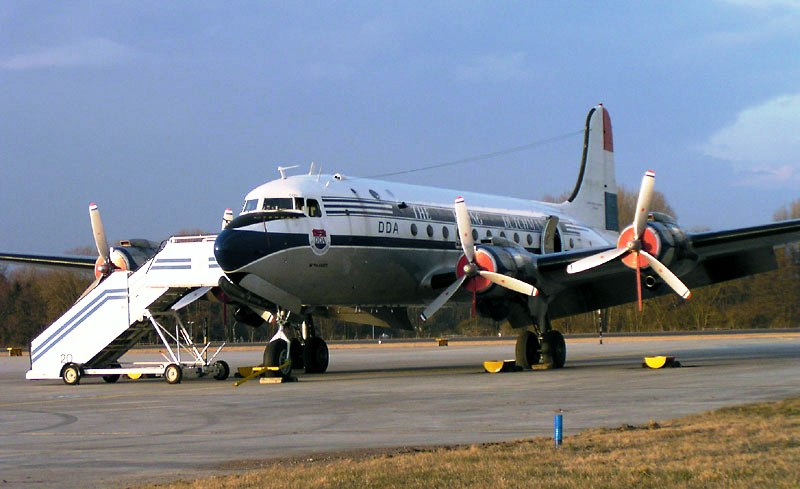
C-54/DC-4 в історичному забарвленні «Flying Dutchman» (KLM), Dutch Dakota Association, Lelystad, Голландія

Після закінчення війни компанія Douglas продовжила просування літака на ринок. Однак у перші ж післявоєнні роки на цивільному ринку виявилося понад 500 транспортних літаків C-54 і R5D, списаних з військової служби: багато з них були негайно перероблені в пасажирський варіант, цим займалася компанія Douglas на заводах в Санта Моніці та Ель Сегундо. Літаку повернули колишню назву DC-4. Конверсією військових машин у цивільні у Європі займалася голландська фірма Fokker. Машини знайшли найширше застосування на чартерних авіаперевезеннях: їх експлуатували такі компанії як Great Lakes Airlines, North American Airlines, Universal Airlines та Transocean Airlines. У 1950-х найбільшим експлуатантом машин C-54/DC-4 була компанія Transocean Airlines (Окленд, Каліфорнія).
Усього, за винятком військових варіантів, компанія Douglas випустила 79 нових літаків DC-4 (DC-4-1009 — пасажирський літак з місткістю до 86 осіб, та вантажний варіант DC-4-1037). Випуск повоєнної серії тривав із січня 1946 по серпень 1947 року. Ці літаки купувалися компаніями National Airlines, Northwest Airlines та Western Airlines. Закордонними експлуатантами машини були, зокрема, KLM Royal Dutch Air Lines, Scandinavian Airlines System, Sabena Belgian World Airlines, Avianca та South African Airways.
Літаки DC-4 першими відкрили регулярне сполучення з Північної Америки до Європи через Атлантику. Літаки експлуатувалися в Канаді, Центральній та Південній Америці, Австралії, Східній Азії, на Близькому Сході та в Африці. У деяких африканських країнах DC-4 експлуатуються на чартерних та вантажних лініях досі.
У Канаді авіакомпанії експлуатували літаки, виготовлені за ліцензією на авіабудівну фірму Canadair Ltd. Літаки канадського виробництва мали назву DC-4M. У Великобританії на базі C-54B було створено та виготовлено 21 літак із двопалубною передньою частиною фюзеляжу для транспортування автомобілів через Ла-Манш.
Подальші модифікації
Компанія Canadair розробила глибоку модернізацію літака — DC4M North Star з двигунами Rolls-Royce Merlin. Ці літаки будувалися під позначеннями North Star, DC-4M, C-4 та C-5. Випущено 71 літак, з них 51 — із герметичним салоном.
Варіант літака компанії Aviation Traders Carvair (ATL-98) — літак, що випускався з 1959 р., конверсія 21 літака DC-4 / C-54s в вантажопасажирський варіант для перевезення 22 пасажирів і п'яти автомобілів.
Бойові дії
30 січня 1978 року DC-4 ВПС Чаду було вражено з ПЗРК Стріла-2. Літак здійснив вимушену посадку в пустелі за 55 км від Файя-Ларгеау і повністю згорів.

## Конструкція

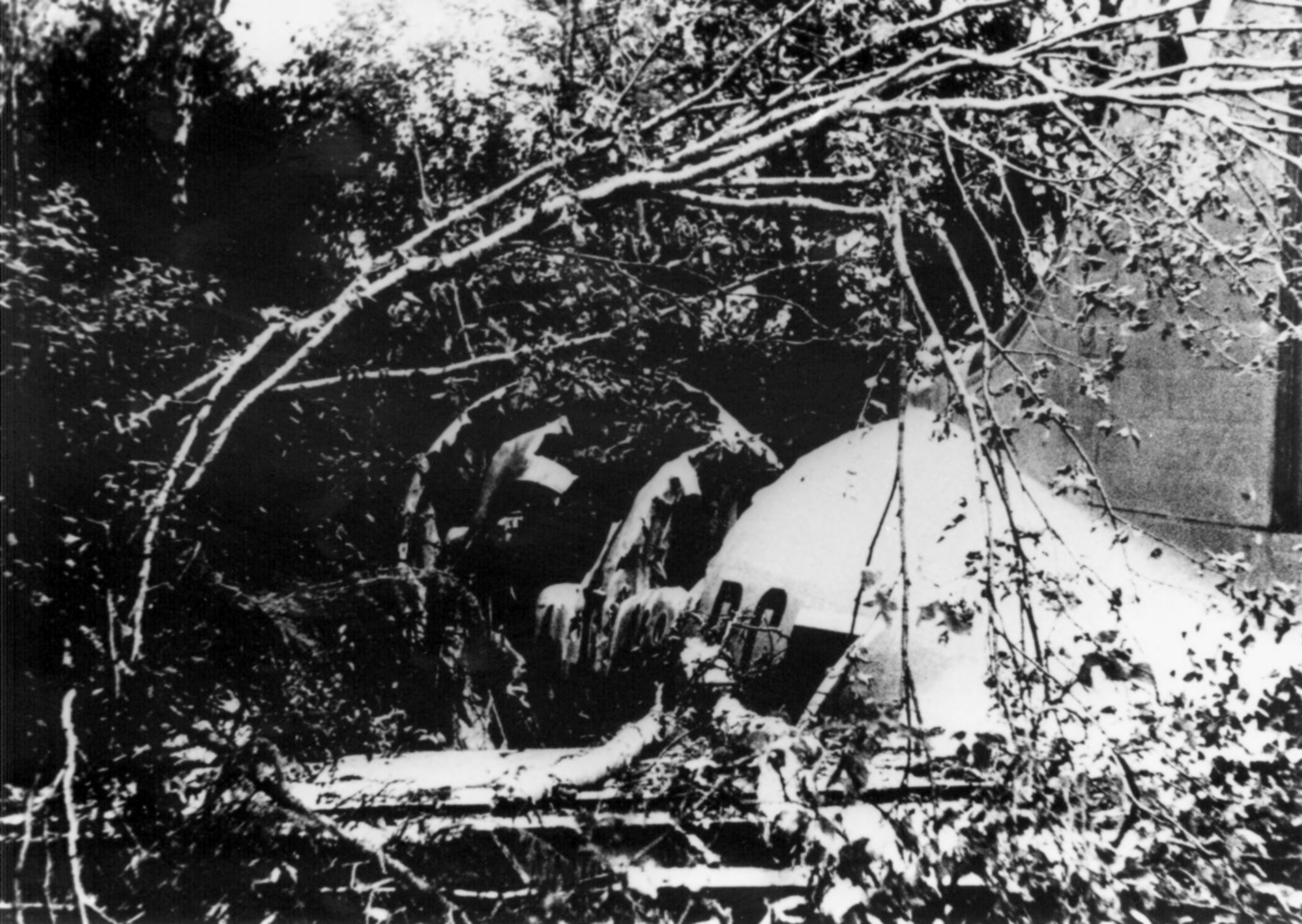
Уламки DC-4 ВМС США, що впав. У катастрофі загинуло 27 людей. 1946 рік

DC-4 далекомагістральний суцільнометалевий вільнонесучий низькоплан класичної схеми з чотирма поршневими двигунами і триопорним шасі, що прибирається. Екіпаж шість осіб — командир, другий пілот, штурман, радист і два члени змінного екіпажу.
- Фюзеляж — типу напівмоноко овального перерізу. Технологічно фюзеляж складається з трьох частин: пілотська кабіна, пасажирський салон та хвостова частина. Пілотська кабіна тримісна, тут розташовані робочі місця командира, другого пілота та штурмана, далі кабіна бортрадиста. Вхідні двері в кабіну розташовані праворуч. За кабіною екіпажу розташований передній вантажний відсік. У військово-транспортному варіанті С-54 за вантажним відсіком розташовувався відсік зі спальними місцями для двох членів змінного екіпажу, тут же розміщувався туалет, вода, укладання для парашута і рятувальний плотик. Обидва ці відсіки мали звукоізоляцію, але були герметичні[1].

Наступна частина фюзеляжу — пасажирський салон. Кількість посадкових місць визначалося модифікацією літака та вимогами замовника. У задній частині пасажирського салону розміщувався гардероб, буфет та туалетна кабіна. Вхідні двері до салону були встановлені по лівому борту в задній частині фюзеляжу. Під підлогою пасажирського салону був вантажний відсік. У транспортній версії на місці пасажирського салону вантажний відсік з посиленою підлогою та двостулковим люком.
- Крило — суцільнометалеве, вільнонесуче, трапецієподібне в плані складається з центроплану та відокремлених консолей. Центроплан трилонжеронний жорстко інтегрований у конструкцію фюзеляжу. Консолі однолонжеронні крила мали постійне звуження від кореневих частин до закінчувань.

Механізація крила — елерони та щілинні закрилки. Каркас елерону металевий, полотняна обшивка. Щілинні закрилки розташовувалися від фюзеляжу до елеронів. Передні кромки закрилків мали пневматичні антиобмерзачі. Стулки закрилків на нижній поверхні крила автоматично втягувалися і забезпечували плавне перетікання повітря через щілини під час відхилення закрилків.
- Хвостове оперення — класичної схеми однокільове. Кіль дволонжеронний жорстко пов'язаний з конструкцією фюзеляжу, на кілі встановлено кермо напряму. Стабілізатор вільнонесучий дволонжеронний з кермом висоти. Кермо напряму та кермо висоти мають металевий каркас і полотняну обшивку та забезпечені триммерами[1].
- Шасі — тристоєчне, що прибирається, з носовою стійкою. У хвостовій частині фюзеляжу пружний милиця. Носова опора керована з одним колесом без гальма. Основні стійки мали по два колеса та були забезпечені гідравлічними гальмами. Шини низького тиску Амортизація стійок повітряно-олійна. Шасі забиралися за допомогою гідравліки. Основні стійки забиралися вперед по польоту в гондоли внутрішніх двигунів. Носова стійка забиралася в нішу в носовій частині фюзеляжу[1].
- Силова установка — чотири поршневі 14-циліндрові дворядні зіркоподібні карбюраторні двигуни повітряного охолодження Pratt & Whitney R-2000-7 потужністю 1450 л. с. кожен (на різних модифікаціях DC-4 та C-54 застосовувалися інші типи двигунів Pratt & Whitney R-2000). На всіх варіантах двигунів використовувалися двошвидкісні нагнітачі. Двигуни встановлювалися в аеродинамічні мотогондоли на центроплані та закривалися трисекційними капотами. На перших модифікаціях встановлювалися трилопатеві гвинти змінного кроку, на пізніших встановлювалися чотирилопатеві гвинти. Діаметр гвинтів 4,01 м. Стандартний запас палива 10 866 літрів, але міг бути збільшений до 13 596 літрів. Паливо знаходилося в баках інтегрованих у конструкцію крила[1].
- Літакні системи та управління — електрична система змінного струму напругою 115 В та постійного струму напругою 24 В, джерело струму чотири електричні генератори з приводом від двигунів та чотири акумуляторні батареї. Пневматична протиобледенительна система встановлена на передніх кромках крила та стабілізатора. Управління закрилками, елеронами, кермами висоти та напрямки, прибирання шасі, поворот носової стійки, привід склоочисників здійснюється за допомогою гідравлічної системи[1].

## Льотно-технічні характеристики
Технічні характеристики
- Екіпаж: 5 осіб;
- Пасажировмісність: від 40 до 80 пасажирів, максимально — 86;
- Довжина: 28,63 м;
- Розмах крила: 35,81 м;
- Висота: 8,38 м;
- Площа крила: 135,6 м²;
- Маса пустого: 19640 кг;
- Нормальна взлітна маса: 33100 кг;
- Максимальна взлітна масса: 33112 кг;
- Силова установка: 4 × ПД Pratt Whitney R-2000-7;
- Двигуни: 4 × 1450 к.с.

(4 × 1081 кВт)
Льотні характеристики
- Максимальна швидкість: 450 км/год;
- Крейсерська швидкість: 365 км/год;
- Практична дальність: 6839 км;
- Практична стеля: 6800 м.

## Аварії та катастрофи
Станом на 21 січня 2020 року, за даними ресурсу Aviation Safety Network, в результаті катастроф і серйозних аварій було втрачено 374 літаки Douglas DC-4 та його різних модифікацій. Літак намагалися викрасти 16 разів, при цьому загинули 4 особи. Загалом у цих подіях загинули 3408 людей.
23 квітня 2024 року, близько 10:00 (за місцевим часом), військово-транспортний літак Douglas DC-4, який перевозив пальне, після вильоту з аеропорту міста Фербанкс (Аляска) загорівся в повітрі та впав у річку Танана. В результаті авіакатастрофи двоє людей, які перебували на борту літака, загинули.